# Змішування (технологічні процеси)

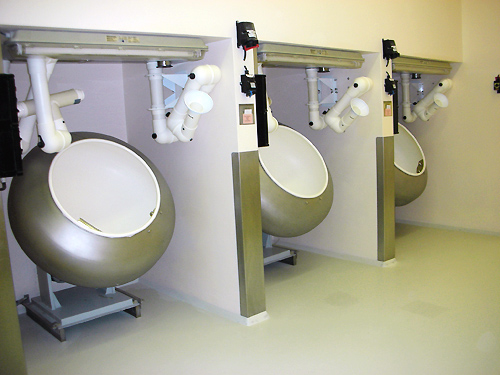
Пристрої для змішування на фармацевтичній фабриці

Змішування — це одинична операція, яка передбачає маніпулювання неоднорідною фізичною системою з метою зробити її більш однорідною. Відомі приклади включають перекачування води в плавальному басейні для гомогенізації температури води та перемішування тіста для млинців для усунення грудок (деагломерація). Змішування виконується для забезпечення тепло- та/або масообміну між одним або декількома потоками, компонентами або фазами. У галузі хімії та хімічної інженерії змішування — це операція, за допомогою якої створюється суміш із кількох речовин або сумішей твердих речовин, рідин або газів пристроями, приладами, механізмами для змішування приготування суміші, розчину, для змішування чого-небудь з чимось; Пристрої для змішування відрізняються як за призначенням, так і за конструктивним виконанням: блендери, мішалки, контактні чани і т. д. і знайшли застосування у хімічній, фармацевтичній і харчовій промисловості, збагаченні корисних копалин, гідротранспорті.

## Окремі види пристроїв
- Блендер
- Міксер
- Статичний міксер
- Контактний чан
- Змішувачі важке середовище - вугілля
- Електромагнітний змішувач
- Змішувач (сантехніка)
- Перемішувач
- Турботрон

## Інтернет-ресурси
- Wiki on equipment for mixing bulk solids and powders [Архівовано 11 серпня 2020 у Wayback Machine.]
- Visualizations of fluid dynamics in mixing processes [Архівовано 26 лютого 2020 у Wayback Machine.]
- A textbook chapter on mixing in the food industry [Архівовано 3 лютого 2019 у Wayback Machine.]
- Information on Solids mixing - powderprocess.net [Архівовано 28 вересня 2017 у Wayback Machine.]

| Технології | Це незавершена стаття з технології. Ви можете допомогти проєкту, виправивши або дописавши її. |